# 브루노 챔프맨
브루노 챔프맨(1994년 12월 13일 ~)은 대한민국의 가수다. 비트오브레전드 에피소드4 우승을 차지한 후 2016년 싱글 [B.O.L (비트오브레전드) Episode.4]로 데뷔했다.

## 방송
- 쇼미더머니 9 (2020) - Top23